# Jo, Claudi
|  | Aquest article tracta sobre la sèrie de televisió. Vegeu-ne altres significats a «Jo, Claudi (novel·la)». |

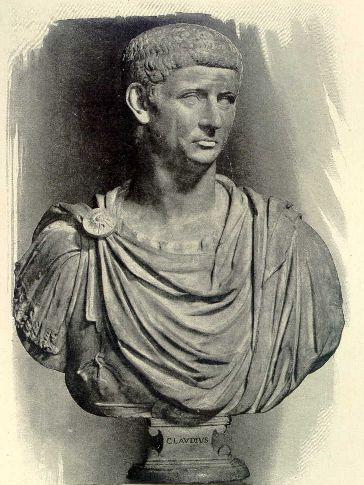
Bust de l'emperador Claudi, protagonista de la sèrie, de la Galeria dels Uffizi (Florència).

Jo, Claudi (en anglès: I, Claudius) és una adaptació de la BBC de les novel·les de Robert Graves I, Claudius i Claudius the God. Escrita per Jack Pulman, ha estat una de les sèries dramàtiques de més èxit fetes per la corporació de tots els temps. Estava protagonitzada per Derek Jacobi com a Claudi, amb Siân Phillips, Brian Blessed, John Hurt i Patrick Stewart. Va ser traduïda al català i emesa per TV3.

## Argument
Jo, Claudi segueix la història de Roma, narrada per un Claudi ancià, des de la mort de Marcel, nebot i fillastre d'August, al primer episodi fins a la mort del mateix Claudi en el darrer. La sèrie comença amb August, l'emperador de Roma, intentant trobar un hereu, mentre que la seva muller, Lívia, conxorxa per elevar el seu propi fill, Tiberi, al tron imperial. Les conxorxes i traïcions continuen durant diverses dècades, a través de la conspiració de Sejà i el govern de l'emperador boig Calígula, i culminen en l'accidentada puixança al poder de Claudi.

### Episodi 1: "Un toc d'assassinat" (A Touch of Murder)
Roma, 24-23 aC. L'Emperador August comença a afavorir Marcel per damunt del seu vell amic Agripa, que abandona Roma com a protesta. Lívia vol que el seu fill Tiberi sigui l'hereu d'August, així que enverina secretament Marcel, que mor. August fa que Agripa torni a Roma, i per segellar la seva renovada amistat, li dona a Júlia, vídua de Marcel, perquè sigui la seva esposa, la qual cosa enfurisma Lívia.

### Episodi 2: "Afers de família" (Family Affairs)
Roma, 9 aC. Han passat nou anys. Agripa és mort i Tiberi ha estat obligat a casar-se amb Júlia. Drus, germà de Tiberi, és un general en campanya que està en favor del retorn de la República, es trenca la cama al caure del cavall. La seva condició empitjora malgrat estar sota el tractament del metge personal de Lívia i mor en presència de la seva esposa, Antònia, i del seu fill acabat de néixer, Claudi. August pensa a compartir el poder amb els seus nets Luci i Gai quan siguin adults.

### Episodi 3: "Esperant entre bastidors" (Waiting in the Wings)
Roma 3-5 dC. Gai ha mort i Tiberi ha estat desterrat a Rodes per abandonar Júlia. Un dia al jardí, el petit Claudi agafa un llobató caigut d'entre les urpes d'una àliga, i un àugur profetitza que protegirà Roma en un moment de necessitat. Lívia fa que Luci reveli les infidelitats de Júlia i August la fa fora de Roma. La mort de Luci en un accident nàutic comporta el final de l'exili de Tiberi i el seu retorn a Roma per a ser anomenat, juntament amb Pòstum, co-hereu al tron d'August.

### Episodi 4: "Què en farem d'en Claudi" (What Shall We Do About Claudius?)
Roma 9dC. Tres legions han estat massacrades a Germània durant la batalla del bosc de Teutoburg. Tiberi i Germànic són enviats per assolir la revenja. Mentre que Claudi està a una biblioteca, rep el consell de Pol·lió, l'historiador, perquè exageri les seves malalties per tenir el paper de pobre minusvàlid a la seva família i no representar cap amenaça per a ningú. August decideix que Pòstum el succeeixi com a Emperador, però Lívia escolta la conversa, i amb l'ajut de Livilla, acusa Pòstum de violació. Abans de ser capturat, Pòstum explica a Claudi les seves (correctes) suposicions de què Lívia ha matat i reitera el consell a Claudi que ha de seguir fent veure que és un babau. L'episodi acaba amb el casament de Claudi amb Plautia Urgulanilla, que és molt més alta que ell, la qual cosa provoca la riota de tots al casament.

### Episodi 5: "La reina és el verí" (Poison is Queen)
Roma, 13-14 dC. Germànic ha vençut els germànics i torna en triomf a Roma. Claudi li explica les suposions de Pòstum i Germànic ho diu a August. Durant un viatge a Còrsega, August s'atura per veure Pòstum, sabedor ara de la seva innocència, i li promet canviar el seu testament en favor seu. Lívia se n'assabenta i poc després August cau malalt. Es comença a recuperar quan comença a menjar només fruita llaurada i collida per ell, però la seva recuperació no dura gaire, car Lívia enverina la fruita d'Agust mentre que encara estava a l'arbre. Un oficial pretorià, Sejà, viatja per matar Pòstum, mentre que Tiberi es prepara per ser Emperador.

### Episodi 6: "Una mica de justícia" (Some Justice)
Roma, 19-20 dC. Tiberi, amb l'ajut de Sejà, governa amb mà de ferro. Només Germànic evita que esdevingui una tirania absoluta, però mor a Síria en misterioses circumstàncies. La seva muller Agripina acusa Pisó i la seva esposa Pancina de complicitat en la mort de Germànic, i són jutjats al Senat per evitar qualsevol corrupció al jutjat. Martina, l'emmetzinadora, revela a Lívia que el mateix fill de Germànic, Calígula, la va ajudar en la mort. Amenaçat al judici, Pisó amenaça Lívia i Tiberi amb proves conforme ells aprovaven l'assassinat de Germànic. Plancina mata Pisó, fent que acabi el judici, i Agripina i els seus amics tenen la satisfacció que, almenys, s'ha fet una mica de justícia.

### Episodi 7: "Reina del Cel" (Queen of Heaven)
Roma, 23-29 dC. Tiberi només viu dedicat a les seves perversions, en les que Calígula s'uneix feliçment. Sejà supervisa continuats judicis per traïció de notables ciutadans, alhora que s'allita amb Livil·la, que acaba tan enamorada que enverina el seu marit Càstor per poder-se casar amb Sejà. Sejà obliga Claudi que es casi amb la seva germanastra Aelia. Lívia anticipa la seva propera mort i confessa a Claudi tot els seus crims i el seu temor que serà torturada per tota l'eternitat. També li revela una profecia sibil·lina no publicada que diu que ell serà emperador i li fa prometre que la convertirà en deessa quan governi.

### Episodi 8: "El Regnat del Terror" (Reign of Terror)
Roma, 30-31 dC. Tiberi s'ha retirat a Capri. Sejà s'ha divorciat de la seva esposa i es dirigeix a Tiberi perquè permeti que es casi amb Livil·la. Tiberi s'hi nega, però suggereix que podria casar-se amb la filla de Livil·la, Helena. Això enfurisma Livil·la, qui enverina Helena. Sejà prepara els seus plans per a prendre el poder mitjançant el confinament d'Agripina i del seu fill Neró i l'arrest de Drus, l'altre fill. Antònia descobreix cartes entre Sejà i la seva filla que els impliquen en diverses morts. Claudi porta les proves a Tiberi. Seguint el consell de Calígula, Tiberi ordena a Macró que assassinés Sejà, la seva família i els seus seguidors.

### Episodi 9: "Zeus, per Júpiter" (Zeus, by Jove!)
Roma, 37-38 dC. Tiberi mor (assassinat per Macro d'acord amb Calígula), convertint Calígula i Gemel en els hereus. Herodes, amic de tota la vida de Claudi, ha tornat a Roma a temps per a la puixança de Calígula. Calígula comença a mostrar signes d'inestabilitat mental, caient en coma, però quan es recupera, manifesta que s'ha convertit en Zeus. Calígula fa matar Gemel i declara que la seva germana Drusil·la és la seva esposa i deessa companya. Antònia se suïcida, disgustada pels nivells de depravació als quals ha arribat la seva família i la mateixa Roma. Temeros que el seu fill sigui major que ell, Calígula intenta recrear el naixement d'Atena, i com Zeus va fer amb Hera, Calígula treu el seu fill nonat del ventre de la seva mare i se'l menja.

### Episodi 10: "Salve, qui?" (Hail Who?)
Roma, 40-41 dC. Claudi viu amb Calpúrnia, una antiga prostituta, en unes magres circumstàncies. Calígula ha convertit el palau en un bordell on ven les esposes dels alts membres del Senat al millor postor durant les orgies. Porta les seves legions de campanya a Alemanya per esclafar una revolta, i després fins al Canal de la Mànega, on intenta combatre a Neptú. Promou el seu cavall Incitatus senador, i obliga Claudi a casar-se amb Messal·lina. Cassi Querea, un general del qual Calígula se'n burla contínuament, planeja juntament amb d'altres per assassinar Calígula. L'ataquen durant els Jocs en honor d'August, matant-lo, així com la seva esposa Milònia i la seva filla Júlia Drusil·la. Mentre que la Guàrdia Pretoriana pilla el palau, es troben Claudi amagat i el fan emperador.

### Episodi 11: "La sort del ximple" (Fool's Luck)
Roma, 41-43 dC. Els comandants de la guàrdia i Herodes convencen Claudi que ha de prendre la corona imperial. Claudi convenç el Senat del mateix. Cassi és condemnat a mort, però la resta de conspiradors contra Calígula són alliberats. Lívia finalment és deificada. Després de donar un fill a Claudi, Messal·lina el convenç per a compartir la tasca del poder amb ell. Com que Herodes se'n anirà aviat per governar les terres a l'Est que Claudi li ha concedit, Messal·lina proposa que Appi Silà, un senador, sigui portat a Roma per ajudar Claudi. Poc després, Silà i Domícia Lèpida, mare de Messal·lina, es casen. Abans que Herodes se'n va, aconsella a Claudi que, com a emperador, no ha de confiar en ningú, ni en els seus consellers, ni en la seva esposa, ni en el mateix Herodes. Messal·lina intenta seduir Silà i li diu que té l'aprovació de Claudi. Llavors, Silà intenta matar Claudi i espera acabar amb tots aquells governants depravats. Messal·lina, amb l'ajut de la seva mare, convenç Claudi de la seva innocència i Silà és condemnat a mort.

### Episodi 12: "Un déu a Colchester" (A God in Colchester)
Roma, 47-48 dC. Claudi encapçala les seves tropes en la invasió de Britania. Mentrestant, a Roma, els excessos sexuals de Messal·lina la porten a desafiar una coneguda prostituta a veure qui pot estar amb més homes durant una nit; competició que guanya. Claudi torna en triomf, i s'assabenta que Herodes ha organitzat una rebel·lió a les províncies orientals contra el seu mandat. Herodes creu que és el «Rei dels Jueus» profetitzat, però mor abans de completar els seus plans. Messal·lina pren Gai Silli com a amant i se separa de tots dos dels seus esposos respectius, i creient que Roma s'unirà a ells i els proclamarà emperadors. Forçats a actuar, els lliberts de Claudi Pal·lant i Narcís fan que Calpúrnia confessi la veritat a l'Emperador. Al final els creu i els conspiradors són arrestats i morts. Mentre que Claudi es lamenta perquè tots aquells que ha estimat ja no hi són, sap que els britànics li han dedicat un temple a Colchester, fent-lo déu.

### Episodi 13: "El vell rei lleny" (Old King Log)
Roma, 54 dC. El govern benevolent de Claudi fa que el poble l'accepti com a emperador, tot i que Claudi creu que és un error. Decideix que Roma ha d'odiar la seva família, l'expulsa del govern i restaura la República. Per fer-ho, es casa amb la seva neboda Agripinil·la i adopta el seu fill Neró, i el fa hereu amb el seu propi fill Britànic. A causa de la profecia, Claudi sap que Neró serà el proper emperador de Roma, però intentà protegir Britànic per tal que ell pugui ser-ho després; desafortunadament, el sentit de l'honor de Claudi fa caure els plans de Claudi i aquest, sabent quin serà el futur, ha de deixar anar el seu fill cap al seu destí. Preparat per al final, Claudi menja voluntàriament bolets enverinats del plat de la seva dona i mor. Mentre que cerquen el testament de Claudi, Agripinil·la i Neró troben l'autobiografia de Claudi i la cremen. Estirat al seu llit, Claudi i la Sibil·la, sabent que Britànic, Agripinil·la i Neró moriran violentament, riuen perquè Claudi ha enterrat una altra còpia del seu llibre perquè sigui posteriorment descoberta.

## La producció
La sèrie va ser produïda per Joan Sullivan i Martin Lisemore, i dirigida per Herbert Wise als estudis de la BBC. La producció es retardà a causa de les complexes negociacions entre la BBC i els posseïdors dels drets d'autor de la versió cinematogràfica avortada d'Alexander Korda. Aquest contratemps, això no obstant, donà més temps al guionista Jack Pulman per fer el seu guió.

### Música
Wilfred Josephs va escriure la banda sonora. David Wulstan i els Clerkes of Oxenford van donar la música diegètica per a la majoria dels episodis.

## Premis i acollida
Entre altres premis, la sèrie guanya tres premis BAFTA el 1977 (Derek Jacobi, Millor Actor; Siân Phillips Millor Actriu i Tim Harvey, millor disseny).
La sèrie va ser posteriorment emesa als Estats Units com a part de la sèrie Masterpiece Theatre de la PBS, on rebé l'aclamació de la crítica. Tim Harvey guanyà un Premi Emmy el 1978 per la direcció artística, i els productors i el director també van ser nominats, però no van guanyar. Cap dels actors no va ser nominat.
A una llista feta per l'Institut Cinematogràfic Britànic el 2000 dels "100 Millors Programes de la Televisió Britànica", votada per professionals del sector, Jo, Claudi va situar-se al 12è lloc. El 2007, la revista Time la cità com un dels «100 Millors Espectacles Televisius de Tots els Temps».

## Repartiment
El repartiment principal incloïa:
| Actor               | Personatge           |
| ------------------- | -------------------- |
| Derek Jacobi        | Claudi               |
| Siân Phillips       | Lívia Drusil·la      |
| George Baker        | Tiberi               |
| John Hurt           | Calígula             |
| Brian Blessed       | August               |
| Patrick Stewart     | Luci Eli Sejà        |
| Margaret Tyzack     | Antònia Menor        |
| Patricia Quinn      | Clàudia Livil·la     |
| John Paul           | Marc Vipsani Agripa  |
| Sheila White        | Valèria Messal·lina  |
| Christopher Biggins | Neró                 |
| Ian Ogilvy          | Drus el Vell         |
| David Robb          | Germànic Cèsar       |
| John Castle         | Pòstum Agripa        |
| Fiona Walker        | Agripina Major       |
| Frances White       | Julia Major          |
| James Faulkner      | Herodes Agripa       |
| Kevin McNally       | Drus el Jove         |
| John Rhys-Davies    | Nevi Sertori Macró   |
| Christopher Guard   | Marc Claudi Marcel   |
| Stratford Johns     | Gneu Calpurni Pisó   |
| Bernard Hepton      | Marc Antoni Pal·lant |
| John Cater          | Tiberi Claudi Narcís |
| Barbara Young       | Agripina Menor       |
| Beth Morris         | Julia Drusilla       |

| Actor               | Personatge                 |
| ------------------- | -------------------------- |
| Simon MacCorkindale | Luci Agripa                |
| Sheila Ruskin       | Vipsània Agripina          |
| Angela Morant       | Octàvia Menor              |
| Graham Seed         | Britànic                   |
| Jo Rowbottom        | Calpurnia                  |
| Sam Dastor          | Casi Querea                |
| Kevin Stoney        | Trasil de Mendes           |
| Freda Dowie         | Milònia Cesònia & Sibil·la |
| Irene Hamilton      | Munàcia Plancina           |
| Darien Angadi       | Aule Plauci                |
| Peter Bowles        | Caratac                    |
| Norman Eshley       | Marc                       |
| John Bennett        | Xenòfon                    |
| Patsy Byrne         | Martina                    |
| Douglas Melbourne   | Tiberi Gemel               |
| Karin Foley         | Helena                     |
| Earl Rhodes         | Gai Agripa                 |
| Richard Hunter      | Drus Cèsar                 |
| Russell Lewis       | Jove Luci                  |
| Robert Morgan       | Jove Calígula              |
| Cheryl Johnson      | Claudia Octàvia            |
| Isabel Dean         | Lòl·lia Paulina            |
| Liane Aukin         | Aèlia Paetina              |
| Moira Redmond       | Domícia Lèpida             |
| Bernard Hill        | Gratus                     |

## Llegat
Jo, Claudi va ser precedida pel drama històric emès per la ITV el 1968, The Caesars, que cobria una època semblant, però diferia en què era una aproximació menys sensacionalista vers els personatges i les seves motivacions. Els drames històrics produïts posteriorment per la BBC The Borgias (1981) i The Cleopatras (1983) van ser realitzades amb un rerefons semblant, tot i que no van assolir el mateix èxit de crítica i públic de Jo, Claudi.
La seqüència del títol va ser parodiada a la seqüència del títol de la sèrie L'Escurçó Negre II el 1986.
A la segona temporada de la sèrie Desperate Housewives, el personatge de Betty Applewhite manté al seu fill tancat a causa d'un crim que havia comès (com Antònia va fer amb la seva filla Livil·la). Durant un esmorzar, l'altre fill, alarmat pels cops i els crits del seu germà, pregunta a la seva mare perquè el té tancat, i ella fa la mateixa rèplica que Antònia digué a Claudi: "Aquest és el seu càstig. Estar aquí escoltant-lo és el meu". A la quarta temporada de la sèrie, el personatge de Bree Van de Kamp es refereix a la seva sogra, Gloria Hodge, dient "sembla sortida de Jo, Claudi!"